# Österreichisch-rumänische Beziehungen
Die diplomatischen Beziehungen zwischen der Republik Österreich und Rumänien waren über weite Strecken entscheidend vom globalpolitischen Umfeld bestimmt und begrenzt. Eine generell gute Zusammenarbeit war immer im Interesse der rumänischen und österreichischen Außenpolitik. Für Bukarest fungierte Wien als politischer Transitpunkt Richtung Westen und Rumänien lag aus österreichischer Sicht aufgrund einer mehrere Jahrhunderte zurückreichenden gemeinsamen Geschichte einiger Teile Rumäniens (vor allem Banat, Siebenbürgen und Bukowina) in einem politischen Nahbereich.

## Geschichte

### 1920 bis 1938
Nach der Auflösung der Österreich-ungarischen Monarchie kam es am 27. August 1920 zur Aufnahme diplomatischer Beziehungen zwischen der Republik Österreich und Rumänien auf Gesandtschaftsebene. Durch den Anschluss an Nazi-Deutschland wurden diese aber bereits 1938 wieder unterbrochen.

### 1945 bis 1989
Der erste akkreditierte politische Vertreter Österreichs in Rumänien nach dem Zweiten Weltkrieg war Legationsrat Dr. Herbert Schmidt, der in Rumänien den Titel Generalkonsul führte. Er überreichte dem damaligen Außenminister Gheorghe Tătărescu am 5. Oktober 1947 sein Einführungsschreiben. Die österreichische Delegation in Bukarest blieb bis 1955 eine rein Politische Vertretung und wurde auf Wunsch Rumäniens nicht in den Rang einer Gesandtschaft oder erhoben. Grund für diese ablehnende Haltung war die rechtlich ungeklärte Lage Österreichs bis zur Wiederherstellung der staatlichen Unabhängigkeit 1955.
Eine auf rumänischer Seite durchgeführte Evaluation der Beziehungen zu Österreich der Jahre 1944 bis 1954 blieb weitgehend den damals vorherrschenden Stereotypen verhaftet. Österreich würde demnach faschistische, anti-rumänische Tendenzen auf eigenem Territorium zumindest zulassen und in außenpolitischen Fragen der Hegemonie der USA unterstehen. Die Erhebung der Österreichischen Vertretung in den Rang einer Gesandtschaft unter dem damaligen Geschäftsträger Gesandten Dr. Albert Filz nach der Unterzeichnung des Staatsvertrages 1955 ist folglich eher als „symbolischer Akt“ zu werten. Danach bedurfte es einiger personeller Änderungen in den Führungsspitzen beider Staaten, bis die Beziehungen aufzutauen begannen. Auf rumänischer Seite war die Ernennung von Ion Gheorghe Maurer zum Ministerpräsidenten und Corneliu Mănescu zum Außenminister wegweisend. Auf österreichischer Seite konnte Bruno Kreisky als Außenminister positiv auf die bilateralen Beziehungen einwirken.
Die Phase guter diplomatischer Beziehungen in den 1960er Jahren war gekennzeichnet durch die Unterzeichnung des österreichisch-rumänischen Vermögensvertrags im Jahr 1963 durch Bruno Kreisky. Die darauffolgende Verdichtung der Vertragsbeziehungen wurde von der Erhebung der Österreichischen Gesandtschaft in den Rang einer Botschaft im Jahr 1963 begleitet. Ab diesem Zeitpunkt entwickelte sich ein reger Besuchsaustausch auf höchster politischer Ebene, wobei der Besuch des damaligen österreichischen Präsidenten Franz Jonas 1969 und der Gegenbesuch Nicolae Ceaușescus 1970 in Wien den protokollarischen Höhepunkt markierten.
Rumänien konnte in außenpolitischen Belangen lange Zeit davon profitieren, dass dem US-dominierten Westen alles gelegen kam, das die Sowjetunion schwächte. In diesem Zusammenhang war es zweitrangig, dass Nicolae Ceaușescu ein zunehmend autoritäres Regime etablierte, solange Rumänien nur bis zu einem gewissen Grad von der Sowjetunion unabhängig blieb. Die österreichische Diplomatie tat sich anfangs schwer, dieses Phänomen richtig einzuschätzen. Durch die sich zuspitzende Lage in den 1980er Jahren unter Ceauşescu und die darauffolgende Isolation Rumäniens erfuhren auch die diplomatischen Beziehungen zu Österreich eine Stagnation.

### Seit 1989
Nach dem Zusammenbruch des kommunistischen Regimes blieben die Beziehungen zunächst reserviert, da Österreich die Regierung unter Präsident Ion Iliescu als weitgehend neokommunistisch einschätzte. Im November 1996 ließen der Erfolg der Demokratischen Konvention in den Parlamentswahlen und die Wahl von Emil Constantinescu zum Staatspräsidenten auf politische Reformen und wirtschaftliche Öffnung hoffen. Der seitens Rumäniens verfolgte EU-Kurs und die im Jahr 2000 offiziell aufgenommenen Beitrittsverhandlungen intensivierten die diplomatischen und wirtschaftlichen Beziehungen. Obwohl die erhofften Reformen in Rumänien durch interne Machtspiele und häufige Wechsel auf Ministerebene ins Stocken gerieten, avancierte Österreich zu einem der wichtigsten Auslandsinvestoren im Land und unterstützte den Beitritt Rumäniens zur Europäischen Union im Jahr 2007. Seitdem arbeiten beide Seiten, nicht zuletzt im Rahmen der europäischen Kohäsionspolitik und in Projekten wie der EU-Strategie für den Donauraum, erfolgreich zusammen.
Der letzte Staatsbesuch fand am 23. März 2009 in Wien statt. Bundespräsident Heinz Fischer empfing den rumänischen Staatspräsidenten Traian Băsescu mit militärischen Ehren. Zehn Jahre zuvor, am 18. und 19. März 1999, besuchten Bundespräsident Thomas Klestil und eine Delegation, bestehend aus Wirtschaftsminister Hannes Farnleitner, Innenminister Karl Schlögl und Vertretern von Unternehmen sowie der Wirtschaftskammer Österreich, die rumänische Hauptstadt.

## Behördliche und kulturelle Zusammenarbeit

### Vertretungen der Republik Österreich in Rumänien
- Österreichische Botschaft in Bukarest
- Honorarkonsulate in Temeswar und Hermannstadt

### Vertretungen Rumäniens in Österreich
- Rumänische Botschaft in Wien

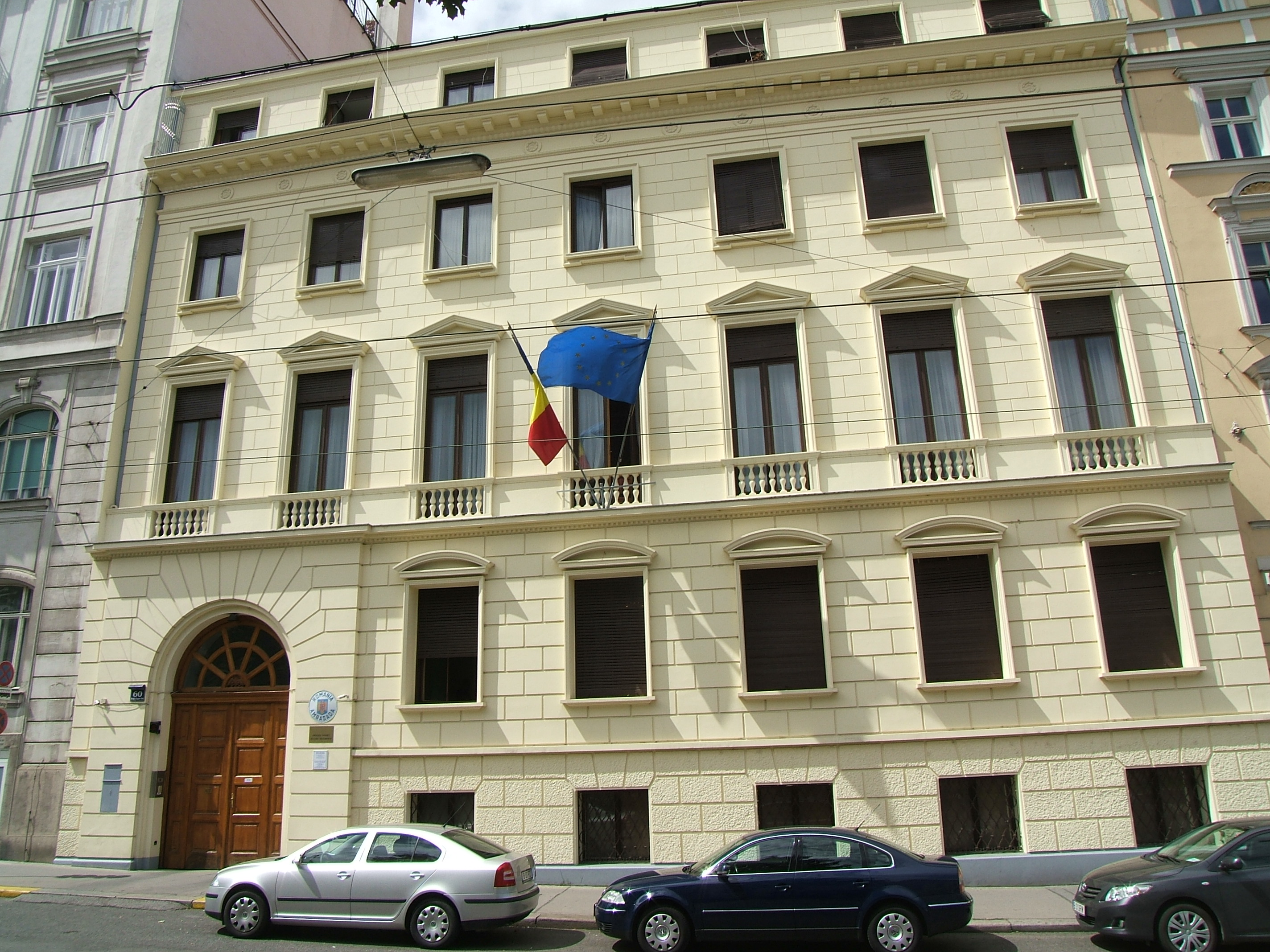
Rumänische Botschaft Wien im Palais Landau im 4. Wiener Gemeindebezirk Wieden

- Ständige Vertretung Rumäniens bei den internationalen Organisationen in Wien
- Honorarkonsulate in Eisenstadt, Linz, Graz, Salzburg und Klagenfurt am Wörthersee

### Österreichisch-Rumänische Kulturzusammenarbeit
- Rumänisch-Österreichische Gesellschaft mit Sitzen in Wien und Bukarest
- Österreich-Bibliotheken in Bukarest, Klausenburg, Iași und Temeswar
- ÖAD-Lektorate in Bukarest, Hermannstadt, Klausenburg, Iași und Temeswar
- Rumänisches Kulturinstitut Wien
- Österreichisches Kulturforum Bukarest

### Rumänisch-Österreichische Städtepartnerschaften
(kein Gewähr auf Vollständigkeit)
- Judenburg (Steiermark) – Siret/Sereth (Kreis Suceava)
- Graz (Steiermark) – Timișoara/Temeswar (Kreis Timiș)
- Klagenfurt (Kärnten) – Sibiu/Hermannstadt (Kreis Sibiu)
- Schwaz (Tirol) – Satu Mare/Sathmar (Kreis Satu Mare)
- Linz (Oberösterreich) – Brașov/Kronstadt (Kreis Brașov)